# Odontomantis nigrimarginalis
Odontomantis nigrimarginalis es una especie de mantis de la familia Hymenopodidae.

## Distribución geográfica
Se encuentra en China.